# Шоломиничи
Шоломиничи (укр. Шоломиничі) — село в Городокской городской общине Львовского района Львовской области Украины.
Население по переписи 2001 года составляло 538 человек.